# ファン・マルチン・コッジ
ファン・マルチン・コッジ（Juan Martin Coggi、1961年12月19日 - ）は、アルゼンチン出身の元プロボクサー。元WBA世界ジュニアウェルター級王者。祖父母は共にイタリアからアルゼンチンに移住した移民である。
同時期の対抗王者フリオ・セサール・チャベスの陰に隠れて地味な存在であるが、WBA王座を3度獲得、通算10度の防衛を成し遂げた名王者。「El Látigo（鞭）」のニックネーム通り、恵まれた強打と堅実なテクニックを兼ね備えたサウスポーで、吉野弘幸の防衛戦や坂本博之との試合でその実力の高さを遺憾なく見せつけ、同時代の日本ボクシングファンに強烈な印象を残した。その一方で平仲明信、エデル・ゴンザレスなどとの防衛戦では物議を醸した試合が多かった。

## 来歴
1982年4月2日、アルゼンチンでプロデビュー。デビュー以来22戦全勝を記録した。
1985年3月9日、23戦目で同国人のアドルフォ・アルセ・ロッシに挑戦し、12回判定負けでキャリア初黒星となった。
1986年10月25日、33戦目でアルゼンチン・ジュニアウェルター級王者ウーゴ・エルナンデスに挑戦し、12回判定勝ちで王座を獲得した。
1987年7月4日、祖父母の母国イタリアでWBA世界ジュニアウェルター級王者パトリツィオ・オリバに挑戦し、3回KO勝ちで世界王座を獲得した。
1989年4月29日、3度目の防衛戦で日本の平仲明信と対戦したが、3回に2度のダウンを奪われてKO負け寸前に陥るも何とか耐え抜き、その後も平仲優勢の展開で試合が続いたが、レフェリーとジャッジの露骨な地元贔屓にも救われて12回判定勝ち。
1990年8月17日、フランスでロレト・ガルサ（米国）の技巧の前に苦戦し、12回判定負けを喫して王座陥落。
1993年1月12日、2年半ぶりの地元アルゼンチンで世界再挑戦。平仲をノックアウトして王座を奪取したモーリス・イースト（フィリピン）に8回TKOの圧勝で王座を奪い返した。
1993年6月23日、王座を奪い返してから2度目の防衛戦で初来日し、吉野弘幸に貫禄の5回KO勝ちで王座を防衛した。その後、吉野は胸部を骨折していたことが判明した。
1993年12月17日、アルゼンチンで5度目の防衛戦でエデル・ゴンザレス（コロンビア）と対戦したが、2回にゴンザレスに痛烈なダウンを奪われてKO負け寸前まで追い込まれたが、またもや地元贔屓のレフェリーにも救われて何とか態勢を立て直して逆転7回TKO勝ちで何とか王座を防衛した。しかし、あまりにも王者を優遇する露骨なレフェリーの態度にWBAもすぐさま再戦を指示し、このレフェリーはWBAの世界戦から永久に追放されることとなる。
1994年3月18日、アメリカでゴンザレスと再戦。初回にダウンを奪われるも、3回に2度ダウンを奪い返してTKO勝ちし王座を防衛した。
1994年9月17日、フリオ・セサール・チャベスに初黒星を付けた強豪フランキー・ランドールと対戦し、激しい打撃戦の末に12回判定負けで2度目の王座陥落。
1995年5月6日、2度目の日本の試合で、坂本博之に明確な10回判定勝ちで勝利した。
1996年1月13日、フランキー・ランドールと再戦し、4回負傷判定勝ちという幸運な形で執念の王座返り咲きを果たした。
1996年8月16日、フランキー・ランドールと3度目の対戦で、初戦以上の差をつけられて3度目の王座陥落。それ以降はマイナー王座に矛先を移し、1999年5月29日にWBU世界ウェルター級王者ミケーレ・ピッチリーロ（後にIBF世界ウェルター級王者となる）に挑んだが、ピッチリーロの動きについていけず大差の判定負け。この試合を最後に引退した。

## 獲得タイトル
- WBA世界ジュニアウェルター級王座（防衛4度）
- WBA世界ジュニアウェルター級王座（防衛6度）
- WBA世界ジュニアウェルター級王座（防衛0度）